# Riw
Riw (ukr. Рів), także Row (ukr. Poв) – rzeka na Ukrainie, prawy dopływ Bohu.
Płynie przez Wyżynę Podolską, jej długość wynosi 100 km, a powierzchnia dorzecza - 1162 km².
Nad rzeką znajduje się miasto Bar, w którym w 1768 roku zawiązano konfederację barską. Dawniej miasto nosiło nazwę rzeki.